# Bọ cánh cứng
Bọ cánh cứng là nhóm côn trùng với số lượng loài lớn nhất được biết đến. Chúng được phân loại thành bộ Cánh cứng (Coleoptera phát âm /ˌkoʊliˈɒptərə/; từ tiếng Hy Lạp κολεός, koleos nghĩa là "màng bọc, bao, vỏ, áo" và πτερόν, pteron nghĩa là "cánh"), gồm nhiều loài được mô tả hơn bất kỳ bộ nào khác trong giới động vật, chiếm khoảng 25% tất cả các dạng sống đã biết. Khoảng 40% côn trùng được mô tả là bọ cánh cứng (khoảng 400.000 loài) và ngày càng nhiều loài mới được khám phá.

## Phân loài
Bộ Coleoptera
- Phân bộ Adephaga Schellenberg, 1806
  - Amphizoidae LeConte, 1853
  - Carabidae Latreille, 1802
    - Cicindelinae, trước đây là Cicindelidae Latreille, 1802
    - Paussinae, trước đây là Paussidae Latreille, 1807

  - Dytiscidae Leach, 1815 (cà niễng) Dytiscus latissimus trong họ Dytiscidae.

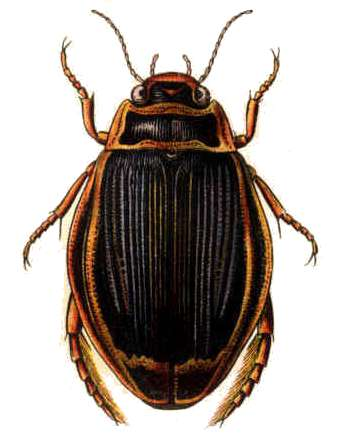
Dytiscus latissimus trong họ Dytiscidae.

  - Gyrinidae Latreille, 1802: Họ Bọ vẽ nước
  - Haliplidae Aube, 1836
  - Hygrobiidae Régimbart, 1878
  - Noteridae C.G. Thomson, 1860
  - Rhysodidae Laporte, 1840
  - Trachypachidae C.G. Thomson, 1857
- Phân bộ Archostemata Kolbe, 1908
  - Crowsoniellidae Iablokoff-Khnzorian, 1983
  - Cupedidae Laporte, 1836
  - Jurodidae Ponomarenko, 1985
  - Micromalthidae Barber, 1983
  - Ommatidae Sharp and Muir, 1912
- Phân bộ Myxophaga Crowson, 1955
  - Hydroscaphidae LeConte, 1874
  - Lepiceridae Hinton, 1936
  - Sphaeriusidae Erichson, 1845 (= Microsporidae: Bulletin of Zoological Nomenclature 57(3):, 182-184.)
  - Torridincolidae Steffan, 1964
- Phân bộ Polyphaga Emery, 1886
  - Cận bộ Bostrichiformia Forbes, 1926
    - Siêu họ Bostrichoidea Latreille, 1802
      - Anobiidae Fleming, 1821
        - Ptininae, trước đây là Ptinidae Latreille, 1802

      - Bostrichidae Latreille, 1802
        - Lyctinae, trước đây là Lyctidae Billberg, 1820
        - Endecatominae, trước đây là Endecatomidae LeConte, 1861

      - Dermestidae Latreille, 1804 Anthrenus verbasci trong họ Dermestidae.

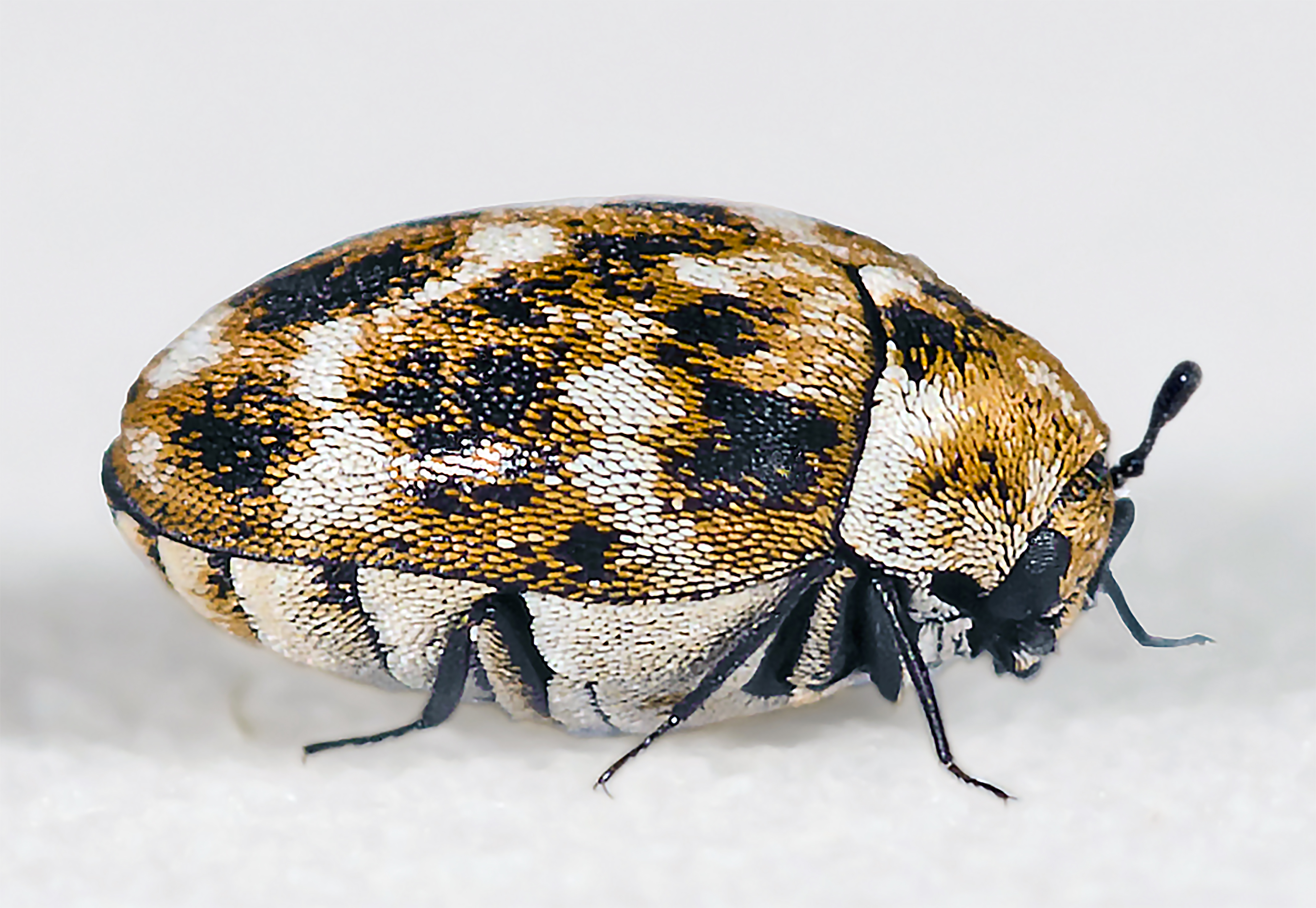
Anthrenus verbasci trong họ Dermestidae.

        - Thorictinae, trước đây là Thorictidae Agassiz, 1846

      - Jacobsoniidae Heller, 1926
      - Nosodendridae Erichson, 1846

    - Siêu họ Derodontoidea LeConte, 1861
      - Derodontidae LeConte, 1861

  - Cận bộ Cucujiformia Lameere, 1938
    - Siêu họ Chrysomeloidea Latreille, 1802
      - Cerambycidae Latreille, 1802 (họ Xén tóc)
      - Chrysomelidae Latreille, 1802: Họ Ánh kim - bao gồm Bruchidae và CassidaeBọ khoai tây Colorado (Leptinotarsa decemlineata)
      - Megalopodidae Latreille, 1802

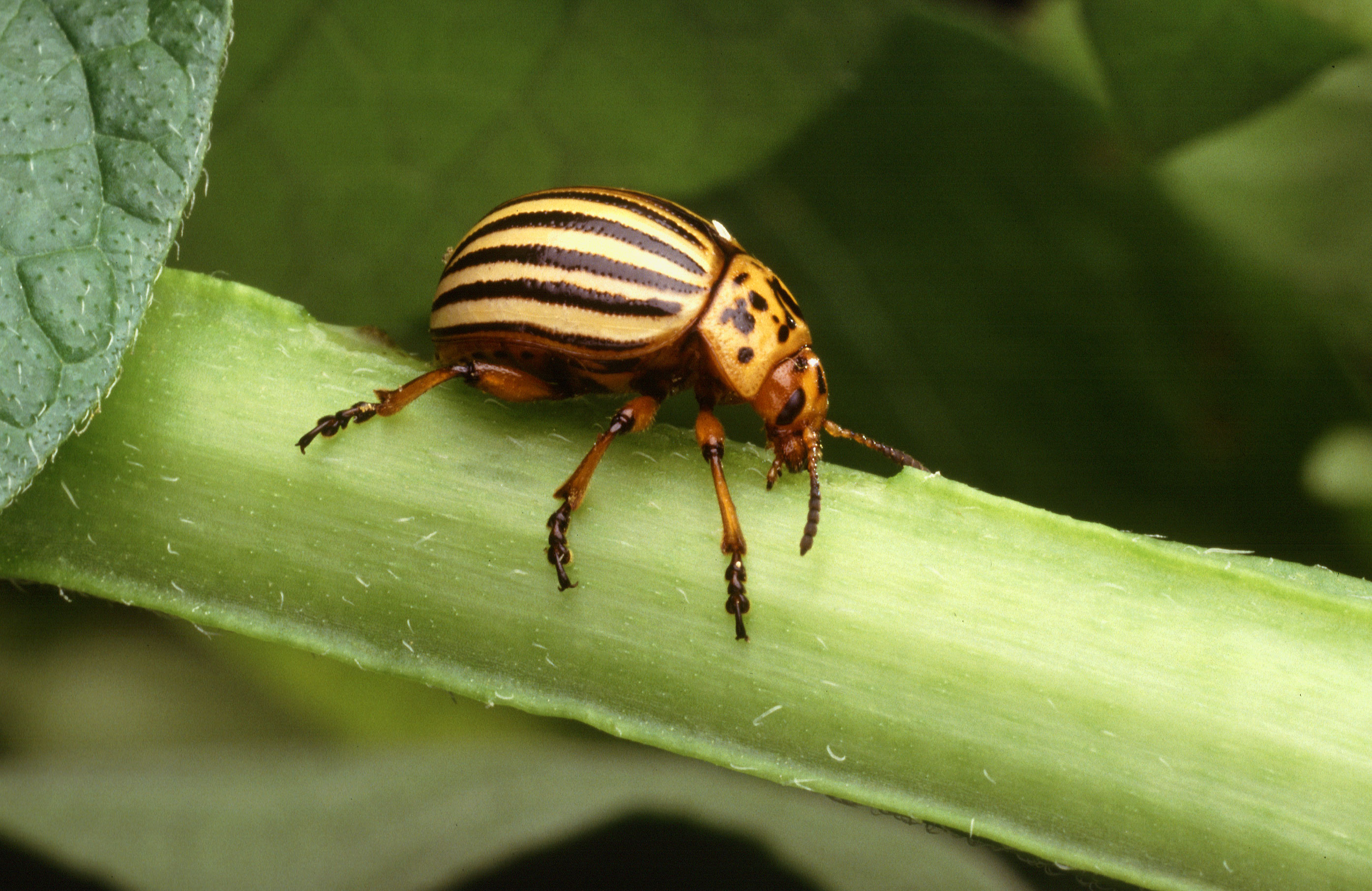
Bọ khoai tây Colorado (Leptinotarsa decemlineata)

      - Orsodacnidae C. G. Thomson, 1869

    - Siêu họ Cleroidea Latreille, 1802
      - Acanthocnemidae Crowson, 1964
      - Chaetosomatidae Crowson, 1952
      - Cleridae Latreille, 1802
      - Melyridae Leach, 1815
      - Phloiophilidae Kiesenwetter, 1863
      - Phycosecidae Crowson, 1952
      - Prionoceridae Lacordaire, 1857
      - Trogossitidae Latreille, 1802

    - Siêu họ Cucujoidea Latreille, 1802
      - Alexiidae Imhoff, 1856
      - Biphyllidae LeConte, 1861
      - Boganiidae Sen Gupta and Crowson, 1966
      - Bothrideridae Erichson, 1845
      - Byturidae Jacquelin du Val, 1858
      - Cavognathidae Sen Gupta and Crowson, 1966
      - Cerylonidae Billberg, 1820
      - Coccinellidae Latreille, 1807Harmonia axyridis
      - Corylophidae LeConte, 1852
      - Cryptophagidae Kirby, 1937
      - Cucujidae Latreille, 1802
      - Discolomatidae Horn, 1878
      - Endomychidae Leach, 1815

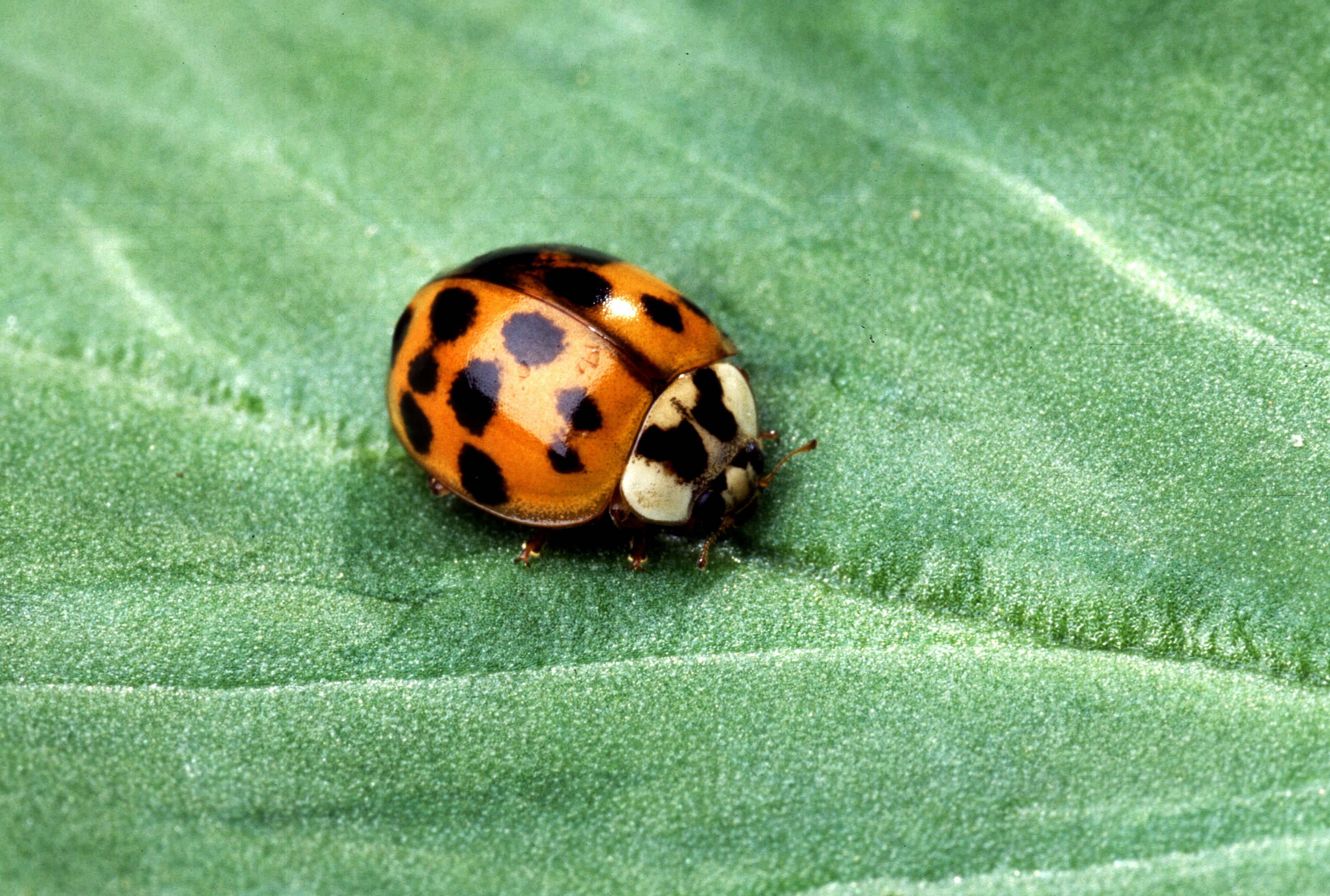
Harmonia axyridis

        - Merophysiinae, trước đây là Merophysiidae Seidlitz, 1872

      - Erotylidae Latreille, 1802
      - Helotidae Reitter, 1876
      - Hobartiidae Sen Gupta & Crowson, 1966
      - Kateretidae Erichson trong Agassiz, 1846 (= Brachypteridae. ICZN Op., 1916, 1999).
      - Laemophloeidae Ganglbauer, 1899
      - Lamingtoniidae Sen Gupta & Crowson, 1966
      - Languriidae Crotch, 1873
      - Latridiidae Erichson, 1842
      - Monotomidae Laporte, 1840
        - Rhizophaginae, trước đây là Rhizophagidae Redtenbacher, 1845

      - Nitidulidae Latreille, 1802
      - Passandridae Erichson, 1845
      - Phalacridae Leach, 1815
      - Phloeostichidae Reitter, 1911
      - Propalticidae Crowson, 1952
      - Protocucujidae Crowson, 1954
      - Silvanidae Kirby, 1937
      - Smicripidae Horn, 1879
      - Sphindidae Jacquelin du Val, 1860

    - Siêu họ Curculionoidea Latreille, 1802
      - Anthribidae Billberg, 1820
      - Attelabidae Billberg, 1820
      - Belidae Schönherr, 1826
        - Aglycyderinae, trước đây là Aglycyderidae Wollaston, 1864
        - Oxycoryninae, trước đây là Oxycorynidae Schönherr, 1840

      - Brentidae Billberg, 1820
        - Apioninae, trước đây là Apionidae Schönherr, 1823

      - Caridae Thompson, 1992
      - Curculionidae Latreille, 1802Diaprepes abbreviatus

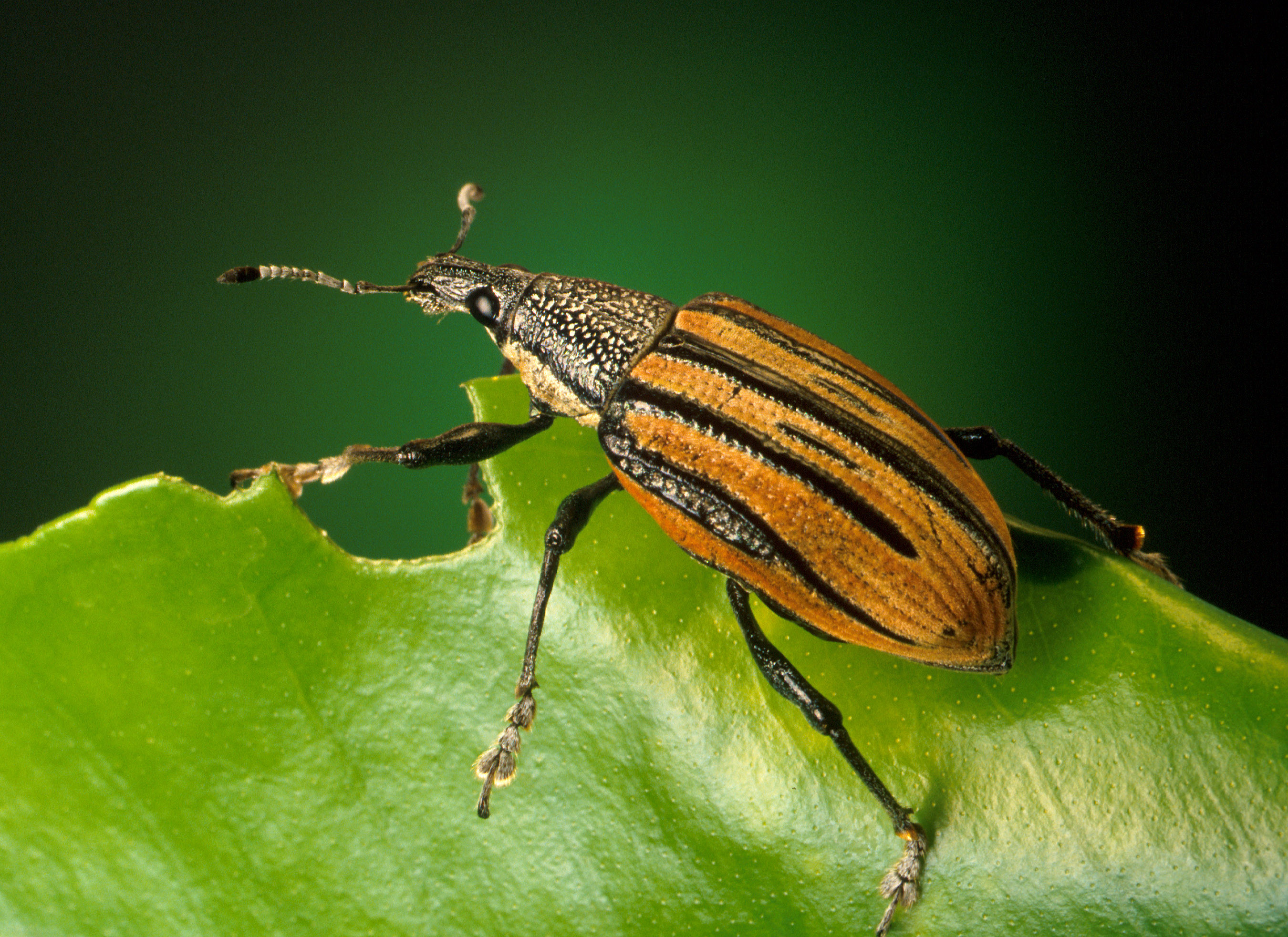
Diaprepes abbreviatus

        - Scolytinae, trước đây là Scolytidae Latreille, 1807

      - Ithyceridae Schönherr, 1823
      - Nemonychidae Bedel, 1882

    - Siêu họ Lymexyloidea Fleming, 1821
      - Lymexylidae Fleming, 1821

    - Siêu họ Tenebrionoidea Latreille, 1802
      - Aderidae Winkler, 1927
      - Anthicidae Latreille, 1819
      - Archeocrypticidae Kaszab, 1964
      - Boridae C. G. Thomson, 1859
      - Chalcodryidae Watt, 1974
      - Ciidae Leach, 1819 (= Cisidae)
      - Melandryidae Leach, 1815
      - Meloidae Gyllenhal, 1810Lytta magister thuộc họ Meloidae
      - Mordellidae Latreille, 1802
      - Mycetophagidae Leach, 1815
      - Mycteridae Blanchard, 1845

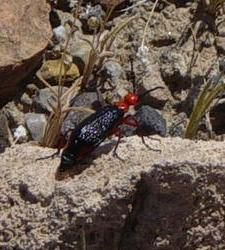
Lytta magister thuộc họ Meloidae

        - Hemipeplinae, trước đây là Hemipeplidae Lacordaire, 1854

      - Oedemeridae Latreille, 1810
      - Perimylopidae St. George, 1939
      - Prostomidae C. G. Thomson, 1859
      - Pterogeniidae Crowson, 1953
      - Pyrochroidae Latreille, 1807
        - Cononotini hay Cononotidae
        - Pedilinae, trước đây là Pedilidae Lacordaire, 1859

      - Pythidae Solier, 1834
      - Ripiphoridae Gemminger & Harold, 1870 trước đây là Rhipiphoridae
      - Salpingidae Leach, 1815
        - Elacatini hay Elacatidae
        - Inopeplinae, trước đây là Inopeplidae Grouvelle, 1908

      - Scraptiidae Mulsant, 1856
      - Stenotrachelidae C. G. Thomson, 1859
        - Cephaloinae, trước đây là Cephaloidae LeConte, 1852

      - Synchroidae Lacordaire, 1859
      - Tenebrionidae Latreille, 1802 Heliotautus ruficollis

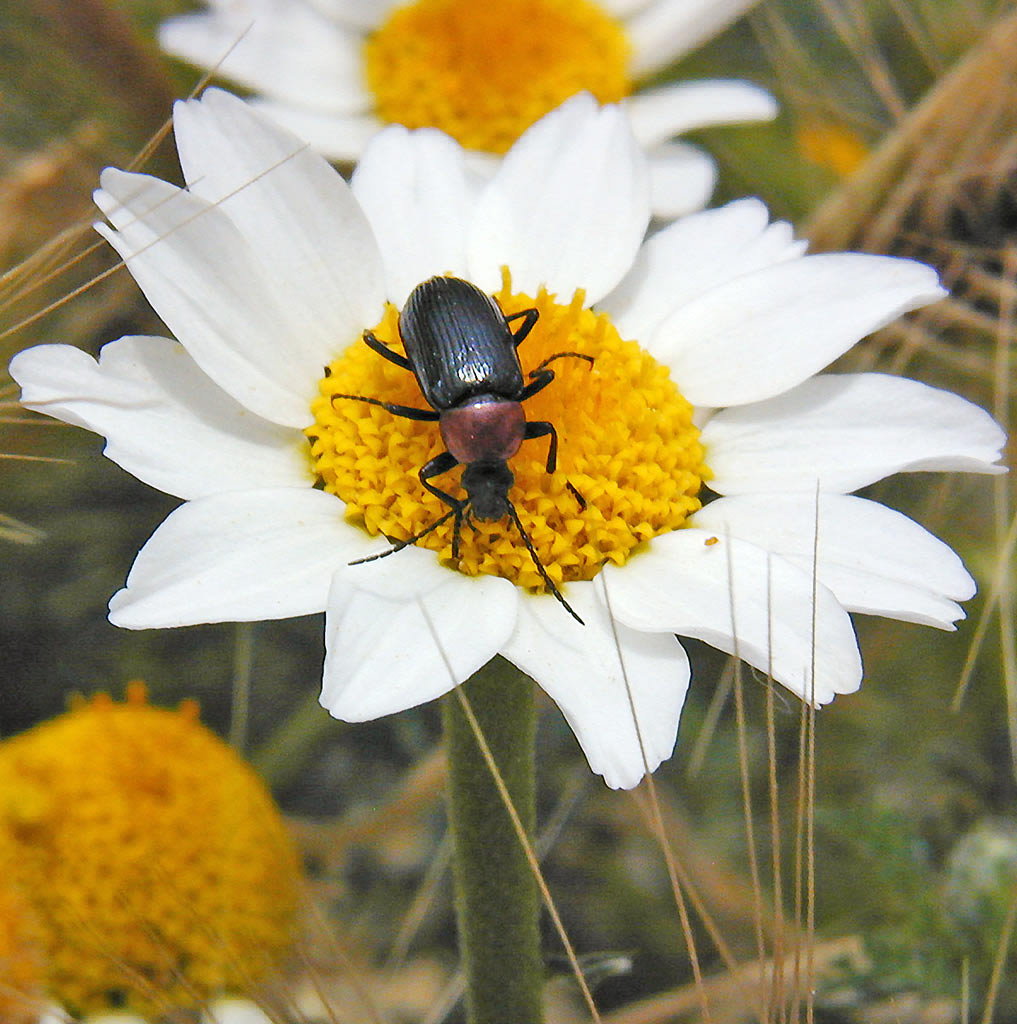
Heliotautus ruficollis

        - Alleculinae, trước đây là Alleculidae Laporte, 1840
        - Lagriinae, trước đây là Lagriidae Latreille, 1825
        - Nilionini hay Nilionidae Lacordaire, 1859
        - Petriini hay Petriidae

      - Tetratomidae Billberg, 1820
      - Trachelostenidae Lacordaire, 1859
      - Trictenotomidae Blanchard, 1845
      - Ulodidae Pascoe, 1869
      - Zopheridae Solier, 1834
        - Colydiinae hay Colydiini, trước đây là Colydiidae Erichson, 1842
        - Monommatinae hay Monommatini, trước đây là Monommatidae hay Monommidae Blanchard, 1845

  - Cận bộ Elateriformia Crowson, 1960
    - Siêu họ Buprestoidea Leach, 1815
      - Buprestidae Leach, 1815
      - Schizopodidae LeConte, 1861

    - Siêu họ Byrrhoidea Latreille, 1804
      - Byrrhidae Latreille, 1804
      - Callirhipidae Emden, 1924
      - Chelonariidae Blanchard, 1845
      - Cneoglossidae Champion, 1897
      - Dryopidae Billberg, 1820
      - Elmidae Curtis, 1830
      - Eulichadidae Crowson, 1973
      - Heteroceridae MacLeay, 1825
      - Limnichidae Erichson, 1846
      - Lutrochidae Kasap and Crowson, 1975
      - Psephenidae Lacordaire, 1854
      - Ptilodactylidae Laporte, 1836

    - Siêu họ Dascilloidea Guerin-Meneville, 1843
      - Dascillidae Guérin-Méneville, 1843
      - Rhipiceridae Latreille, 1834

    - Siêu họ Elateroidea Leach, 1815
      - Artematopodidae Lacordaire, 1857 (= Eurypogonidae)
      - Brachypsectridae Leconte & Horn, 1883
      - Cantharidae Imhoff, 1856
      - Cerophytidae Latreille, 1834
      - Drilidae Blanchard, 1845
      - Elateridae Leach, 1815Alaus murina

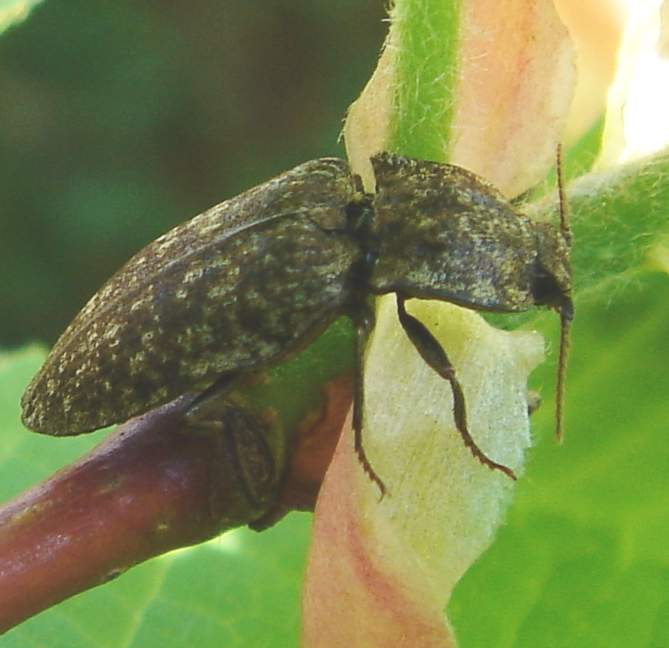
Alaus murina

        - Cebrioninae, trước đây là Cebrionidae Latreille, 1802

      - Eucnemidae Eschscholtz, 1829
      - Lampyridae Latreille, 1817 (đom đóm)
      - Lycidae Laporte, 1836
      - Omalisidae Lacordaire, 1857
      - Omethidae LeConte, 1861
      - Phengodidae LeConte, 1861
      - Plastoceridae Crowson, 1972
      - Podabrocephalidae Pic, 1930
      - Rhinorhipidae Lawrence, 1988
      - Telegeusidae Leng, 1920
      - Throscidae Laporte, 1840 (= Trixagidae)

    - Siêu họ Scirtoidea Fleming, 1821
      - Clambidae Fischer, 1821
      - Decliniidae Nikitsky và ctv., 1994
      - Eucinetidae Lacordaire, 1857
      - Scirtidae Fleming, 1821 (= Helodidae)

  - Cận bộ Scarabaeiformia Crowson, 1960
    - Siêu họ Scarabaeoidea Latreille, 1802
      - Belohinidae Paulian, 1959
      - Bolboceratidae Laporte de Castelnau, 1840
      - Ceratocanthidae White, 1842 (= Acanthoceridae)
      - Diphyllostomatidae Holloway, 1972
      - Geotrupidae Latreille, 1802
      - Glaphyridae MacLeay, 1819
      - Glaresidae Semenov-Tian-Shanskii & Medvedev, 1932
      - Hybosoridae Erichson, 1847
      - Lucanidae Latreille, 1804Lucanus cervus
      - Ochodaeidae Mulsant & Rey, 1871
      - Passalidae Leach, 1815
      - Pleocomidae LeConte, 1861

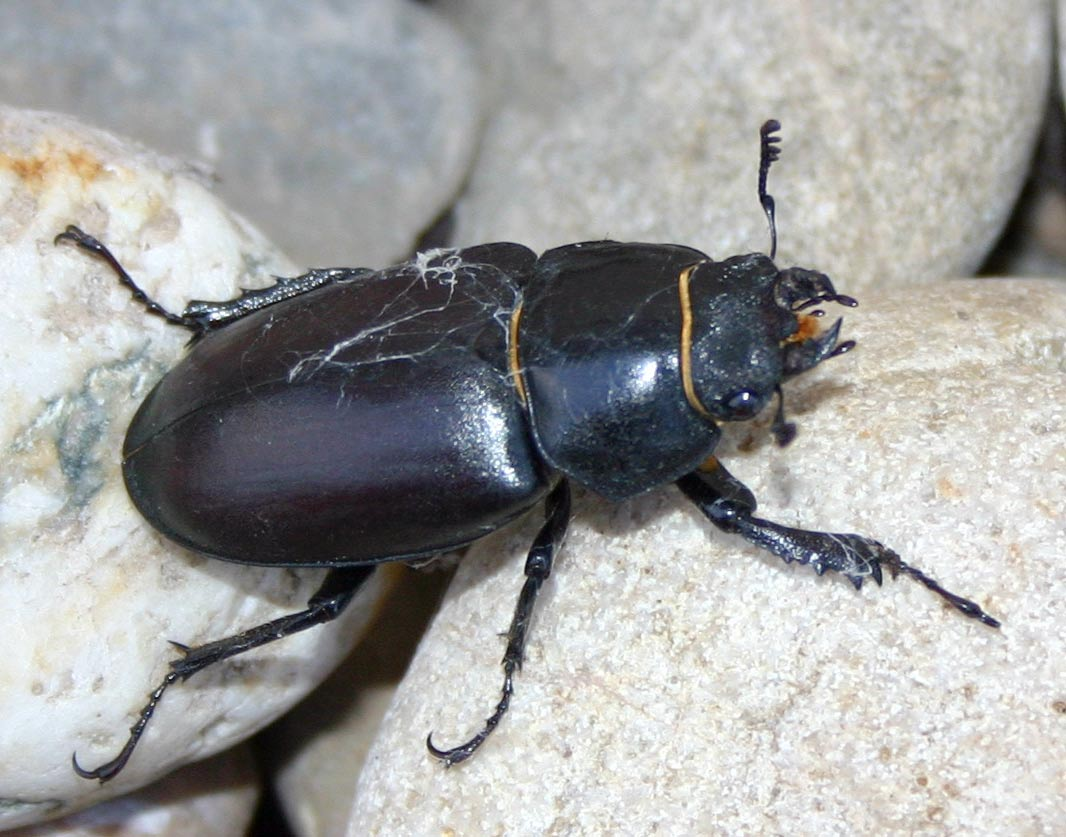
Lucanus cervus

      - Scarabaeidae Latreille, 1802: Họ Bọ hung
        - Dynastinae, trước đây là Dynastidae MacLeay, 1819: Kiến vương

      - Trogidae MacLeay, 1819

  - Cận bộ Staphyliniformia Lameere, 1900
    - Siêu họ Hydrophiloidea Latreille, 1802
      - Histeridae Gyllenhal, 1808
      - Hydrophilidae Latreille, 1802 (cà niễng râu ngắn)
        - Georyssinae, trước đây là Georyssidae Laporte, 1840

      - Sphaeritidae Schuckard, 1839
      - Synteliidae Lewis, 1882

    - Siêu họ Staphylinoidea Latreille, 1802: Liên họ Cánh cụt
      - Agyrtidae C.G. Thomson, 1859
      - Hydraenidae Mulsant, 1844
      - Leiodidae Fleming, 1821 (= Anisotomidae)
        - Platypsyllinae Ritsema, 1869 hay Leptinidae

      - Ptiliidae Erichson, 1845 Ocypus olens.

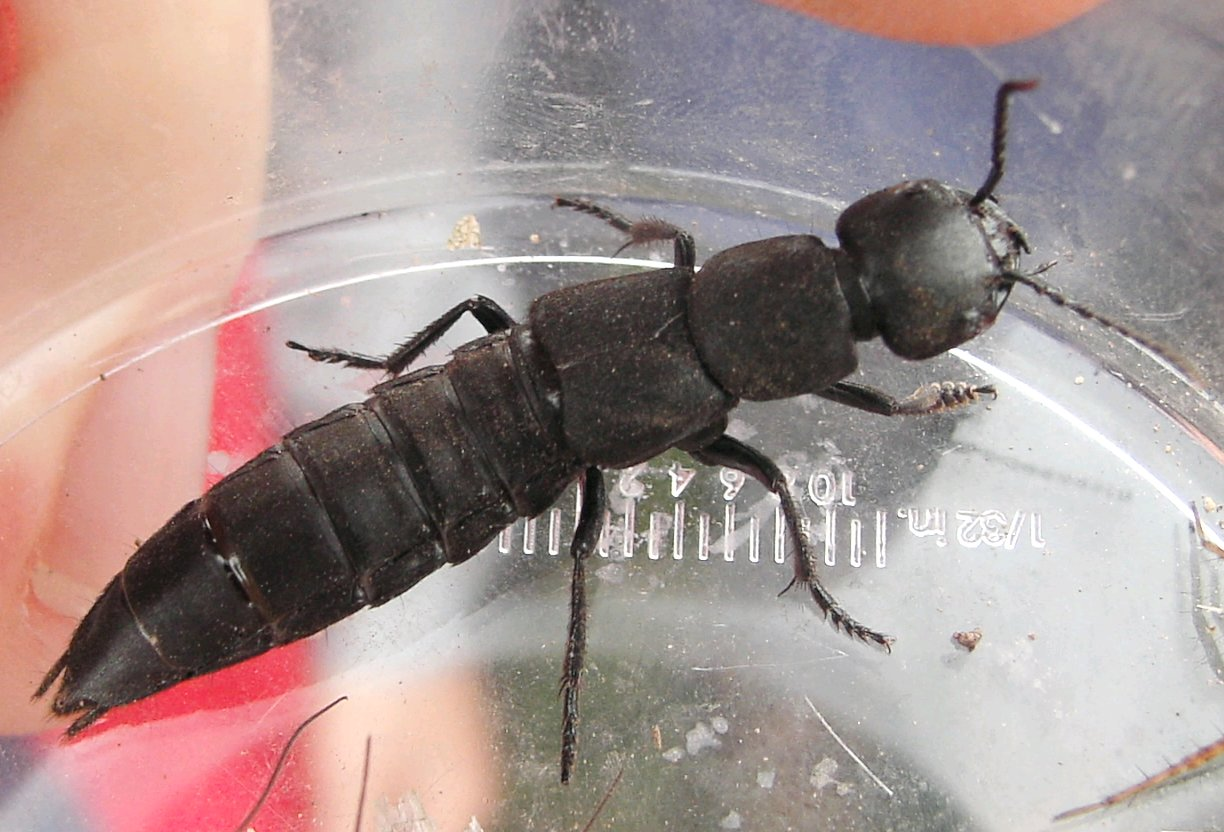
Ocypus olens.

        - Cephaloplectinae, trước đây là Limulodidae Sharp, 1883

      - Scydmaenidae Leach, 1815
      - Silphidae Latreille, 1807
      - Staphylinidae Latreille, 1802
        - Scaphidiinae, trước đây là Scaphidiidae Latreille, 1807
        - Pselaphinae, trước đây là Pselaphidae Latreille, 1802
- Phân bộ †Protocoleoptera Patrice Bouchard, 2011
  - Siêu họ Permocupedoidea Patrice Bouchard, 2011
    - Họ Permocupedidae Andrey Vasilyevich Martynov, 1933
    - Họ Taldycupedidae

  - Siêu họ Permosynoidea
    - Họ †Ademosynidae
    - Họ †Permosynidae

  - Siêu họ Tshekardocoleoidea
    - Họ †Coleopsidae
    - Họ †Labradorocoleidae
    - Họ ?†Oborocoleidae
    - Họ †Tshekardocoleidae

## Hình ảnh

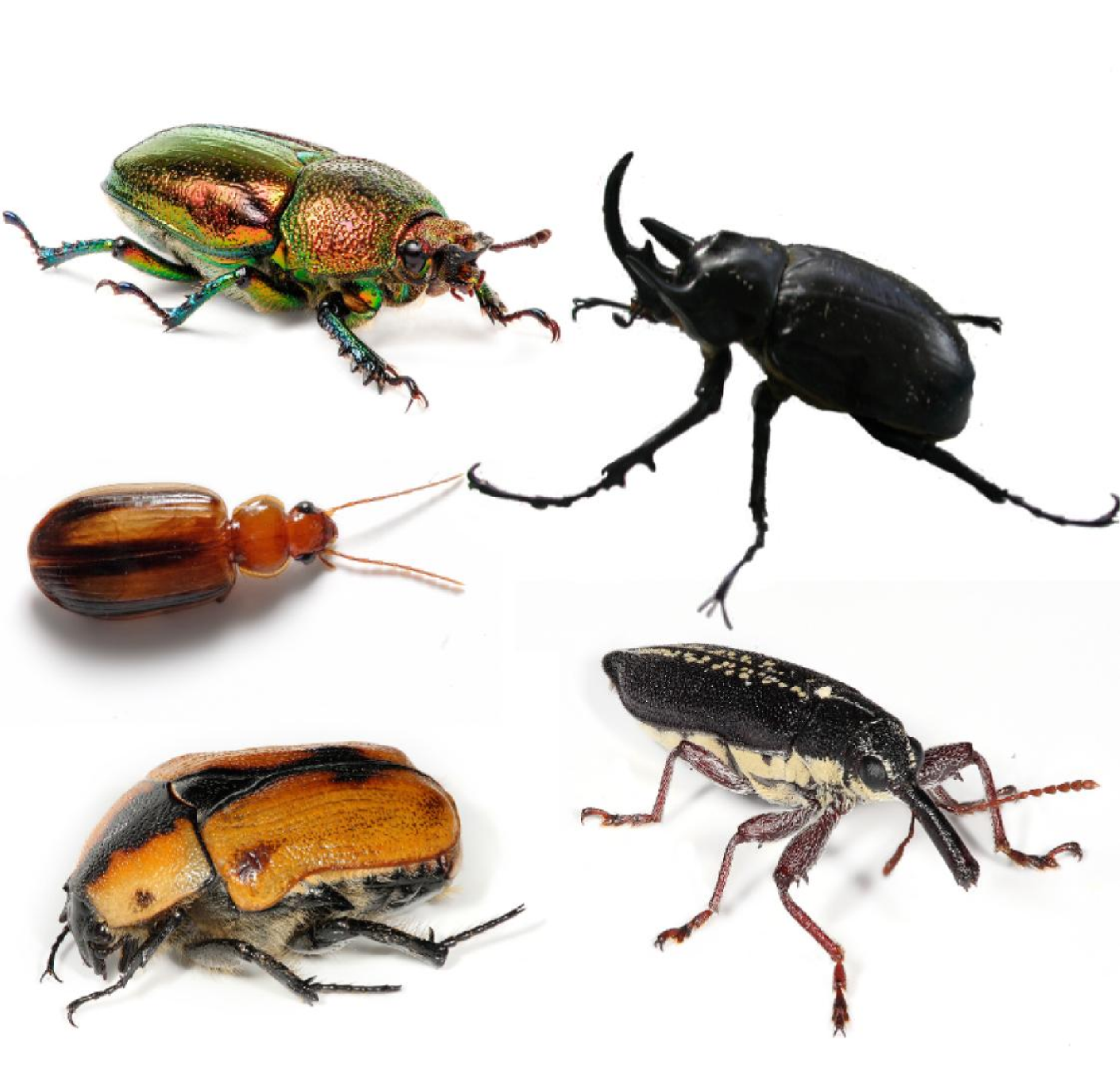
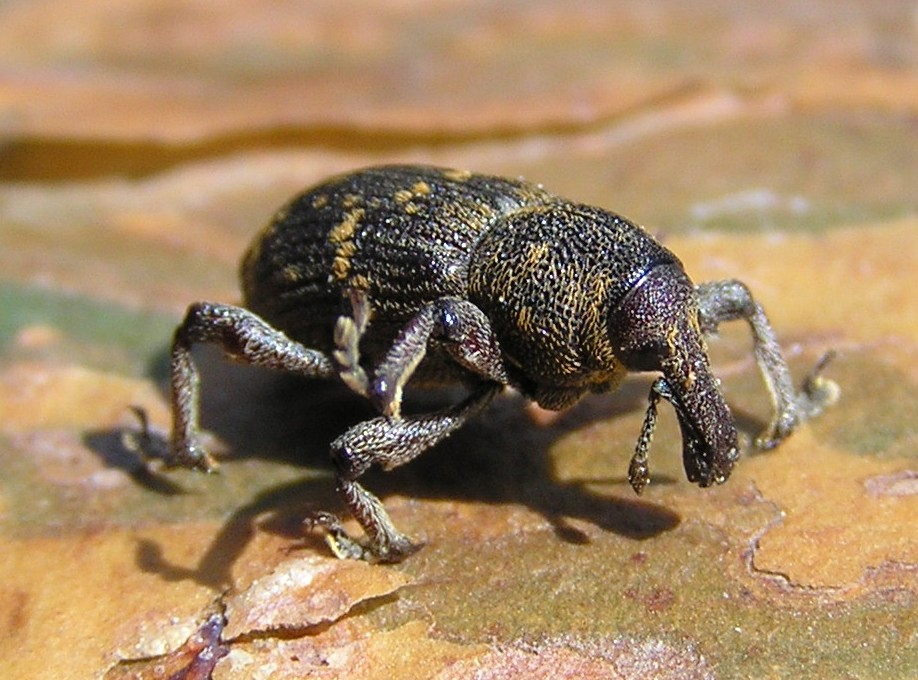
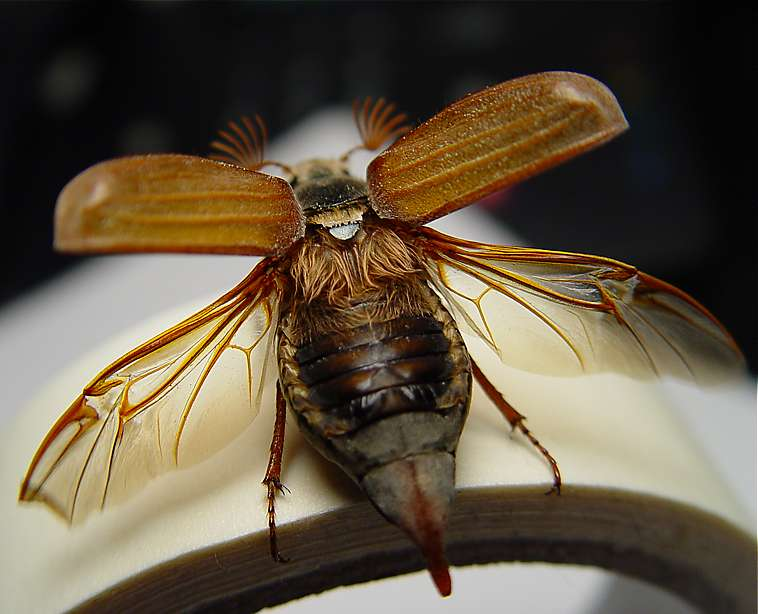